# Diaglewka (przystanek kolejowy)
Diaglewka (ros. Дяглевка) – przystanek kolejowy w pobliżu miejscowości Diaglewka, w rejonie babynińskim, w obwodzie kałuskim, w Rosji. Położony jest na linii Moskwa – Briańsk – Kijów.